# Súng máy hạng nặng Type 77
Súng máy hạng nặng kiểu 77 được xem là kiểu súng máy phòng không sử dụng đạn 12.7 mm đầu tiên do Trung Quốc chế tạo. Kiểu 85 là mẫu phát triển tiếp theo từ nó. Khẩu súng nạp đạn theo kiểu thoi trượt và xả khí đầu súng đẩy đạn lên báng. Đai đạn được thiết kế đúng theo kiểu của súng máy DShK.